# Trao đổi chất

mô hình đơn giản về quá trình trao đổi chất của tế bào

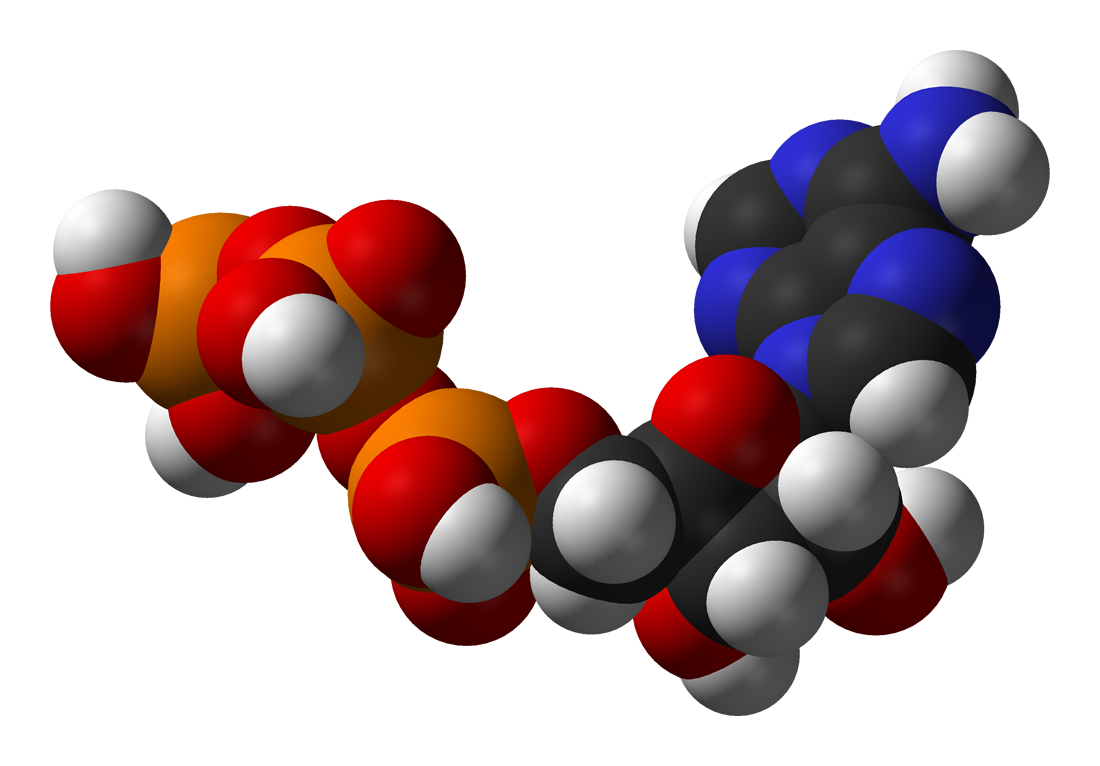
Cấu trúc của adenosine triphosphate (ATP), một chất trung gian quan trọng trong quá trình chuyển hóa năng lượng

Trao đổi chất (tiếng Anh: Metabolism /məˈtæbəlɪzəm/, lấy từ tiếng Hy Lạp: μεταβολή metabolē, "biến đổi"), còn gọi là chuyển hóa hay biến dưỡng, là tập hợp các biến đổi hóa học giúp duy trì sự sống trong các tế bào của sinh vật. Ba mục đích chính của quá trình trao đổi chất là chuyển đổi thức ăn/nhiên liệu thành năng lượng để sử dụng cho các quá trình của tế bào, biến đổi thức ăn/nhiên liệu thành các đơn vị để tạo nên protein, lipid, axit nucleic cùng một số carbohydrate và loại bỏ chất thải chuyển hóa. Những phản ứng này được xúc tác bởi các enzym cho phép các sinh vật sinh trưởng và sinh sản, duy trì cấu trúc bản thân và đáp ứng với môi trường xung quanh. Thuật ngữ "trao đổi chất" cũng có thể dùng để chỉ tất cả các phản ứng hóa học xảy ra trong sinh vật sống, bao gồm tiêu hóa và vận chuyển các chất giữa các tế bào hoặc giữa tế bào với môi trường, trong trường hợp các phản ứng diễn ra trong tế bào thì được gọi là chuyển hóa trung gian hoặc trao đổi chất trung gian.
Trao đổi chất thường được chia thành hai loại chính: dị hóa, quá trình "phá vỡ" các chất hữu cơ ví dụ như, phân giải glucose thành pyruvate trong hô hấp tế bào; và đồng hóa, quá trình "xây dựng" các thành phần của tế bào như protein và axit nucleic. Thông thường, dị hóa sẽ giải phóng năng lượng và đồng hóa thì tiêu tốn năng lượng.
Các phản ứng hóa học trong trao đổi chất được tổ chức thành các con đường chuyển hóa, trong đó một chất hóa học được biến đổi thông qua một loạt các bước để thành một chất khác, với sự tham gia của một chuỗi các enzym. Enzym rất quan trọng trong trao đổi chất bởi vì các phân tử này cho phép các sinh vật đẩy nhanh tốc độ các phản ứng đòi hỏi năng lượng bằng cách kết cặp chúng với các phản ứng tự phát giải phóng năng lượng. Nếu không có enzym, những phản ứng đòi hỏi năng lượng sẽ không thể xảy ra. Enzym hoạt động như chất xúc tác và cho phép các phản ứng diễn ra với tốc độ nhanh hơn. Enzym cũng cho phép điều hòa các con đường chuyển hóa nhằm đáp ứng với những thay đổi trong môi trường của tế bào hoặc tín hiệu từ các tế bào khác.
Hệ thống chuyển hóa của một sinh vật cụ thể sẽ xác định chất nào sẽ là chất dinh dưỡng hoặc là chất độc hại với chúng. Ví dụ, một số sinh vật nhân sơ có thể sử dụng hydrogen sulfide như một chất dinh dưỡng, nhưng khí này lại gây độc đối với động vật. Tốc độ chuyển hóa sẽ ảnh hưởng đến lượng thức ăn mà sinh vật yêu cầu, và cũng ảnh hưởng đến cách thức chúng có thể hấp thụ thức ăn đó.
Một đặc điểm nổi bật của quá trình trao đổi chất là sự giống nhau của các con đường và thành phần chuyển hóa cơ bản giữa các loài khác nhau. Ví dụ, tập hợp các axit carboxylic, được biết đến như là sản phẩm trung gian trong chu trình axit citric, có mặt trong tất cả các sinh vật đã biết, được tìm thấy từ các loài chỉ như vi khuẩn đơn bào Escherichia coli đến tận các sinh vật đa bào lớn như voi. Những điểm tương đồng nổi bật trong các con đường trao đổi chất có thể là do sự xuất hiện sớm của chúng trong lịch sử tiến hóa và vẫn được giữ lại vì mang hiệu quả cao.

## Thành phần hóa sinh chủ chốt
Hầu hết các cấu trúc và thành phần làm nên động vật, thực vật hay vi sinh vật được cấu thành từ bốn đại phân tử cơ bản: amino acid, axit nucleic, carbohydrate và lipid (thường được gọi là chất béo). Vì những phân tử này rất quan trọng cho sự sống, nên các phản ứng trao đổi chất tập trung vào việc tạo ra các phân tử này trong quá trình xây dựng tế bào và mô, hoặc phân giải chúng và sử dụng chúng làm nguồn năng lượng qua quá trình tiêu hóa. Các chất hóa sinh này có thể được kết hợp với nhau để tạo ra các polymerr như DNA và protein, các đại phân tử thiết yếu của sự sống.
| Loại phân tử | Tên monomer    | Tên polymer                              | Ví dụ về dạng polymer                  |
| ------------ | -------------- | ---------------------------------------- | -------------------------------------- |
| amino acid   | amino acid     | Protein (cấu thành từ chuỗi polypeptide) | Protein dạng sợi hoặc protein dạng cầu |
| Carbohydrate | Monosaccharide | Polysaccharide                           | Tinh bột, glycogen hoặc cellulose      |
| Axit nucleic | Nucleotide     | Polynucleotide                           | DNA hoặc RNA                           |
| Lipid        | đa dạng        |                                          |                                        |

### Amino acid và protein

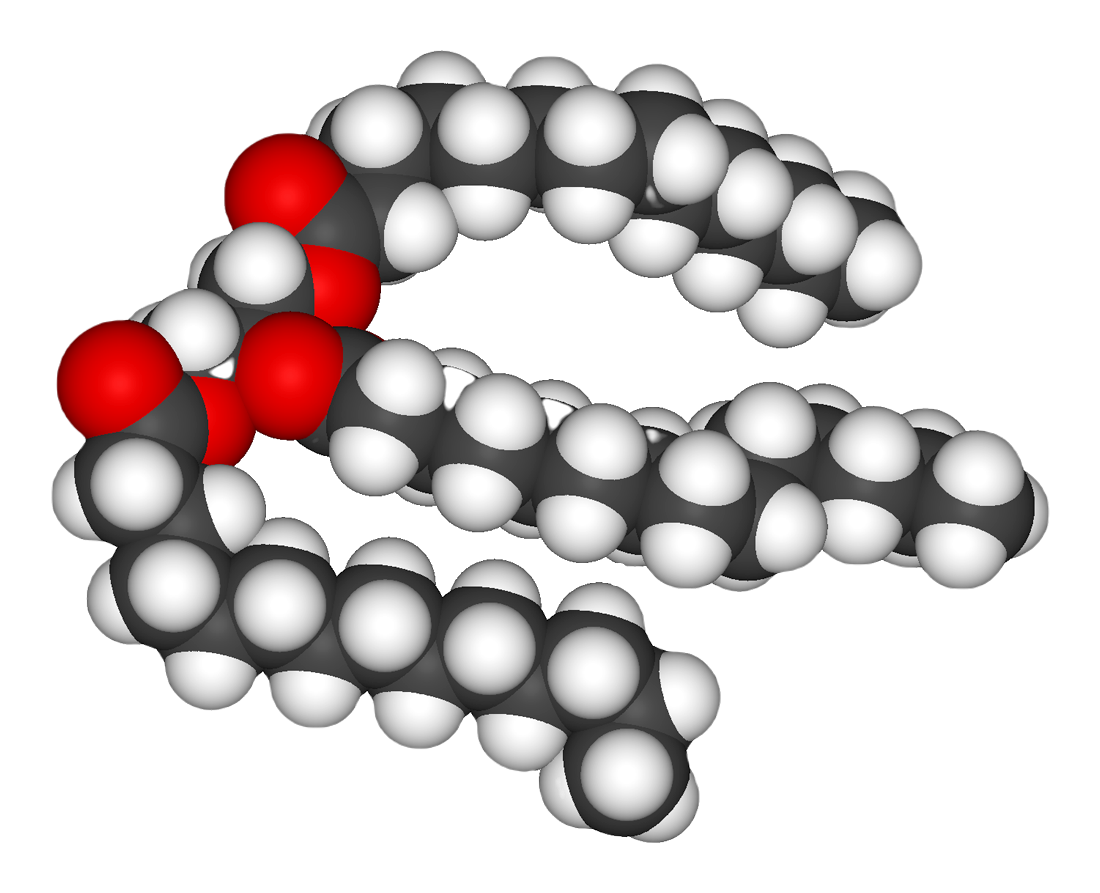
Cấu trúc của một triglycyride.

Protein được tạo thành từ chuỗi các amino acid được nối với nhau bởi các liên kết peptide. Nhiều protein là các enzyme tham gia xúc tác các phản ứng hóa học trong quá trình trao đổi chất. Một số protein khác lại có chức năng cấu trúc hoặc chức năng cơ học, chẳng hạn như những protein hình thành khung xương tế bào-hệ thống "giàn giáo" giúp duy trì hình dạng cả tế bào. Protein cũng rất quan trọng cho một số chức năng khác như tín hiệu tế bào liên lạc, đáp ứng miễn dịch, bám dính tế bào, vận chuyển chủ động qua màng sinh chất và chu kỳ tế bào. amino acid cũng góp phần cho chuyển hóa năng lượng tế bào bằng cách cung cấp nguồn carbon để đi vào chu trình axit citric (chu trình axit tricarboxylic), đặc biệt khi nguồn năng lượng chính, chẳng hạn như glucose, bị cạn kiệt hoặc khi các tế bào đang trải qua những stress về chuyển hóa. 

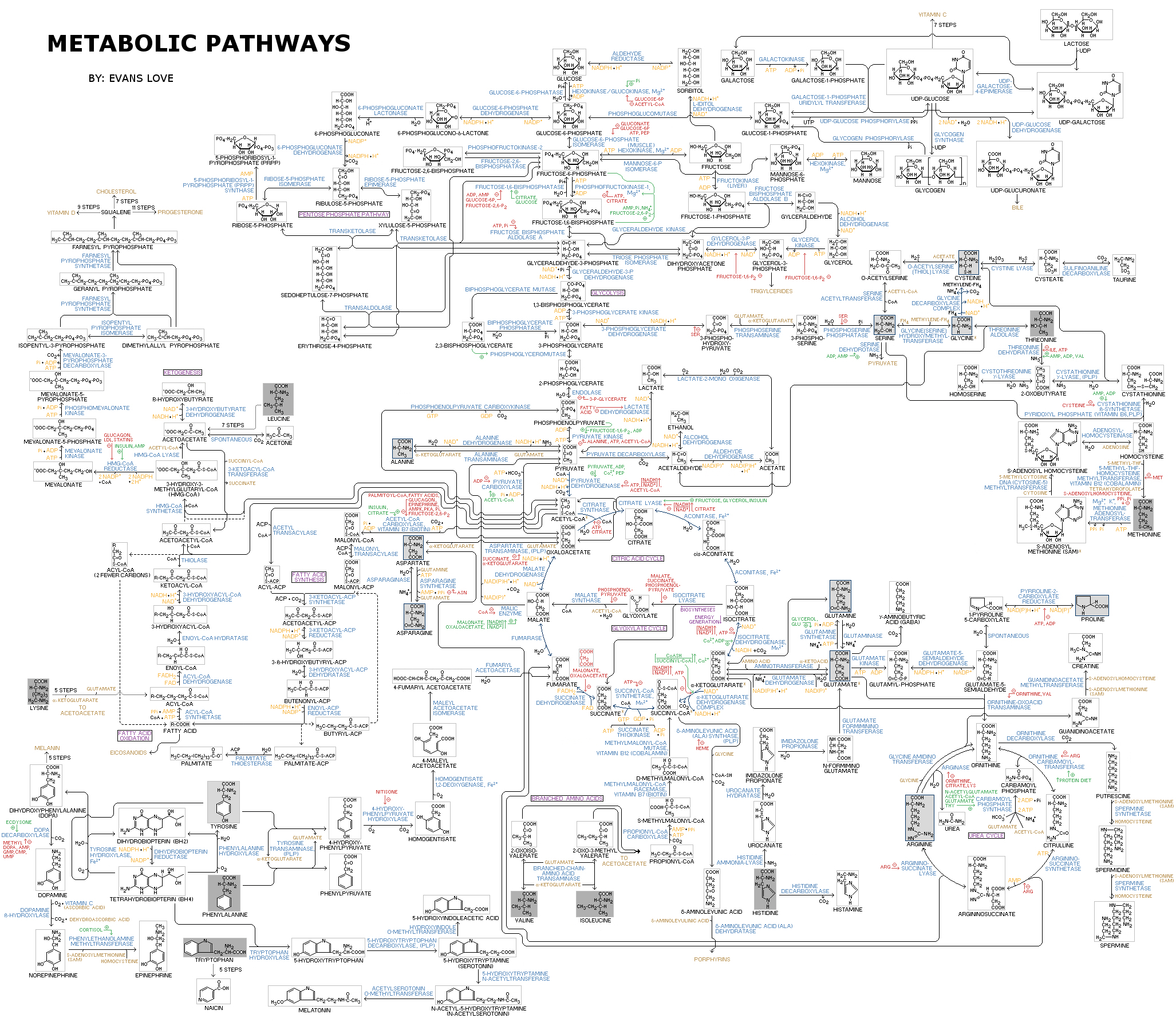
Biểu đồ cho ta thấy một số lượng lớn các con đường chuyển hóa

### Lipid
Lipid là nhóm chất sinh hóa đa dạng nhất. Chức năng cấu trúc chính của chúng là giúp tạo nên các phần của màng sinh học cả bên trong và bên ngoài, chẳng hạn như màng tế bào hoặc chúng cũng có thể dùng làm nguồn năng lượng cho tế bào. Lipid thường được định nghĩa là các phân tử sinh học kỵ nước hoặc lưỡng phần nhưng lại có thể tan trong các dung môi hữu cơ như benzene hoặc chloroform. Chất béo là một nhóm lớn các hợp chất có chứa các axit béo và glycerol. Triacylglyceride là một phân tử được cấu tạo từ một glycerol gắn với ba este axit béo. Ngoài cấu trúc cơ bản này thì trong tế bào còn tồn tại một số biến thể, chẳng hạn như sphingolipid với mạch khung được thay bằng sphingosine, phospholipid với một trong ba axit béo được thay bằng nhóm ưa nước phosphat. Các steroid như cholesterol cũng là một nhóm lớn khác của lipid.

Glucose có thể tồn tại ở cả dạng thẳng và vòng.

### Carbohydrate
Carbohydrate có thể là aldehyde hoặc ketone, với nhiều nhóm hydroxyl được gắn vào, và có thể tồn tại dưới dạng thẳng hoặc vòng. Carbohydrate là nhóm các phân tử sinh học phong phú nhất, và phù hợp với nhiều vai trò, chẳng hạn như lưu trữ và vận chuyển năng lượng (tinh bột, glycogen) hay đóng vai trò là các thành phần cấu trúc (cellulose ở thực vật, chitin ở động vật). Các đơn vị carbohydrate cơ bản được gọi là monosaccharide (đường đơn), có thể kể đến như galactose, fructose, và quan trọng nhất là glucose. Monosaccharide có thể được liên kết với nhau để tạo thành các polysaccharide (đường đa) theo vô số cách khác nhau.

### Nucleotide
Hai axit nucleic, DNA và RNA, là các polyme của nucleotide. Mỗi nucleotide gồm một nhóm phosphat gắn với một đường ribose hoặc deoxyribose cùng với một base nitơ. Axit nucleic rất quan trọng cho việc lưu trữ và truyền đạt thông tin di truyền, thông tin di truyền này sẽ được "diễn giải" qua quá trình phiên mã và sinh tổng hợp protein. Thông tin này được bảo quản bởi các cơ chế sửa chữa DNA và được nhân lên thông qua quá trình sao chép DNA. Nhiều virus lại sử dụng bộ gen RNA, chẳng hạn như HIV, và có thể phiên mã ngược để tạo ra DNA từ bộ gen RNA của virus. RNA trong ribozyme như thể cắt nối (spliceosome) và ribôxôm cũng có hoạt động tương tự như enzyme vì nó có thể xúc tác cho các phản ứng hóa học. Các nucleoside riêng lẻ được tạo ra bằng cách gắn một nucleobase với đường ribose. Các base này là các hợp chất dị vòng có chứa nitơ, được chia làm hai nhóm là purine hoặc pyrimidine. Nucleotide cũng có thể hoạt động như các coenzyme trong phản ứng chuyển-nhóm-chuyển hóa.

### Coenzyme

Cấu trúc của coenzyme acetyl-CoA. Nhóm acetyl có thể chuyển được liên kết với nguyên tử lưu huỳnh ở tận cùng bên trái.

Trao đổi chất liên quan đến một lượng lớn các phản ứng hóa học, nhưng hầu hết có thể được xếp vào một vài loại phản ứng cơ bản liên quan đến việc chuyển các nhóm chức của nguyên tử và liên kết của chúng giữa các phân tử. Các phản ứng hóa học thông thường này cho phép các tế bào sử dụng một nhóm nhỏ các chất chuyển hóa trung gian để mang các nhóm chức giữa các phản ứng khác nhau. Những chất chuyển nhóm trung gian này được gọi là coenzyme. Mỗi loại phản ứng chuyển nhóm này được thực hiện bởi một coenzyme đặc hiệu, là cơ chất cho một tập hợp các enzyme tạo ra, và một tập hợp enzyme khác sử dụng chúng. Do đó, các coenzyme này liên tục được tạo ra, sử dụng và sau đó lại được tái tạo.
Một coenzym quan trọng là adenosine triphosphate (ATP), "đồng tiền năng lượng" chung cho tế bào. Nucleotide này được sử dụng để chuyển năng lượng hóa học giữa các phản ứng hóa học khác nhau. Chỉ có một lượng nhỏ ATP trong các tế bào, nhưng chúng được tái tạo liên tục; mỗi ngày cơ thể con người có thể sử dụng một lượng ATP bằng với khối lượng của mình. ATP hoạt động như một cầu nối giữa hai quá trình là dị hóa và đồng hóa. Dị hóa thì phá hủy các phân tử, còn đồng hóa lại xây nên những phân tử này. Phản ứng dị hóa tạo ra ATP, và phản ứng đồng hóa lại sử dụng ATP này. ATP cũng có thể đóng vai trò như chất mang nhóm phosphate trong các phản ứng phosphoryl hóa.
Vitamin là một loại hợp chất hữu cơ cần thiết với lượng nhỏ mà không thể tự tổng hợp trong các tế bào. Trong dinh dưỡng ở người, hầu hết các vitamin hoạt động như coenzyme sau khi sửa đổi; ví dụ, tất cả các vitamin tan trong nước được phosphoryl hóa hoặc được kết hợp với nucleotide khi chúng được sử dụng trong tế bào. Nicotinamide adenine dinucleotide (NAD+), một dẫn xuất của vitamin B3 (niacin), là một coenzyme quan trọng đóng vai trò làm chất nhận hydro. Có hàng trăm loại enzyme dehydrogenase riêng biệt cho việc loại bỏ các electron khỏi cơ chất của chúng và khử NAD+ thành NADH. NADH này lại có thể sử dụng để khử các cơ chất khác với hoạt động của enzyme reductase. Nicotinamide adenine dinucleotide tồn tại ở hai dạng "gần gũi" trong tế bào là NADH và NADPH. Dạng NAD+/NADH quan trọng hơn trong các phản ứng dị hóa, còn dạng NADP+/NADPH được sử dụng trong các phản ứng đồng hóa.

### Chất khoáng và cofactor

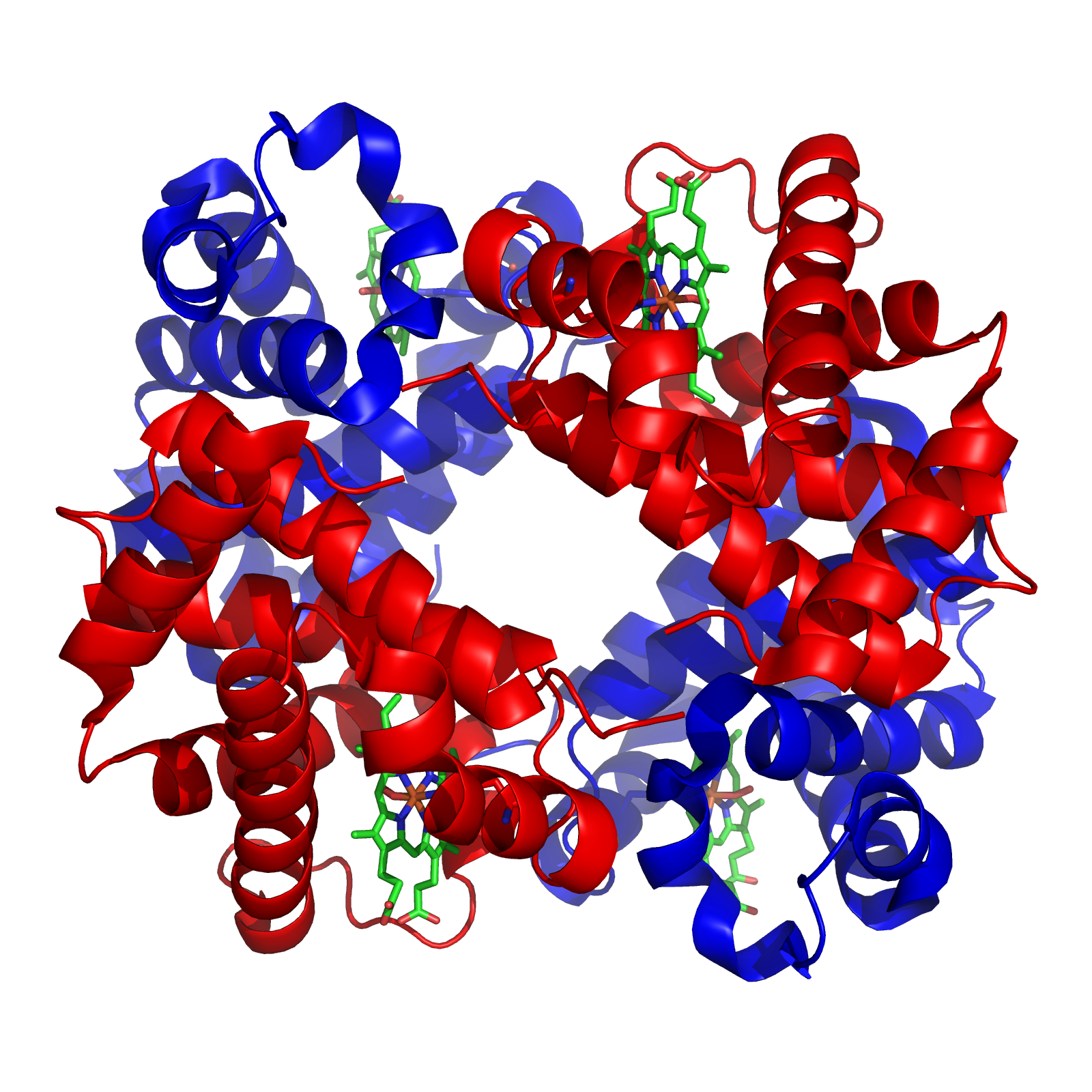
Cấu trúc của hemoglobin. Các tiểu đơn vị protein được tô màu đỏ và xanh dương, và các nhóm heme chứa sắt thì có màu xanh lục. Từ.

Các nguyên tố vô cơ cũng đóng vai trò quan trọng trong quá trình trao đổi chất; một số thì rất giàu trong tế bào (ví dụ: natri và kali) trong khi một số khác hoạt động ở nồng độ rất thấp. Khoảng 99% khối lượng của động vật có vú được tạo thành từ các nguyên tố carbon, nitơ, calci, natri, clo, kali, hydro, phospho, oxy và lưu huỳnh. Các hợp chất hữu cơ (protein, lipid và carbohydrate) có phần lớn thành phần là carbon và nitơ; hầu hết oxy và hydro có mặt dưới dạng nước.
Các nguyên tố vô cơ phong phú đóng vai trò như các ion điện ly. Các ion quan trọng nhất là natri, kali, calci, magiê, chloride, phosphat và ion bicacbonat hữu cơ. Việc duy trì gradient ion chính xác trên màng tế bào giúp duy trì ổn định áp suất thẩm thấu và pH. Các ion cũng đặc biệt quan trọng đối với chức năng của tế bào thần kinh và cơ, vì điện thế hoạt động trong các mô này được tạo ra bằng cách trao đổi các chất điện giải giữa dịch ngoại bào và phần lỏng của tế bào, còn gọi là bào tương. Các chất điện giải đi vào và rời các tế bào qua các protein trên màng tế bào được gọi là các kênh ion. Ví dụ, hoạt động co cơ phụ thuộc vào sự dịch chuyển của các ion calci, natri và kali nhờ các kênh trên màng sinh chất và các ống T. 
Kim loại chuyển tiếp thường có mặt với vai trò là các nguyên tố vi lượng trong các sinh vật, kẽm và sắt là những nguyên tố phong phú nhất trong nhóm này. Những kim loại này được sử dụng trong một số protein như cofactor và rất cần thiết cho hoạt động của các enzyme như catalase và các protein vận chuyển oxy như hemoglobin. Cofactor kim loại được gắn chặt vào các vị trí đặc hiệu trong protein; và mặc dù cofactor của enzyme có thể được biến đổi trong quá trình xúc tác, chúng luôn trở về trạng thái ban đầu vào cuối phản ứng. Các kim loại vi lượng này được hấp thụ vào sinh vật qua các chất vận chuyển đặc hiệu và nếu chúng chưa được sử dụng: chúng sẽ liên kết với các protein dự trữ như ferritin hoặc metallothionein.

## Quá trình dị hóa
Dị hóa là tập hợp các quá trình chuyển hóa làm "phân nhỏ" các đại phân tử. Chúng cũng bao gồm cả quá trình phân giải và oxy hóa các chất dinh dưỡng trong thức ăn. Mục đích của các phản ứng dị hóa là cung cấp năng lượng và các nguyên liệu cần thiết cho các phản ứng đồng hóa-xây nên các phân tử phức tạp hơn. Bản chất chính xác của các phản ứng dị hóa này là khác nhau đối với các sinh vật khác nhau. Do vậy, sinh vật có thể được phân loại dựa trên nguồn năng lượng và carbon của chúng (hay nhóm dinh dưỡng chính của chúng), như trong bảng dưới đây. Các phân tử hữu cơ được sử dụng làm nguồn năng lượng bởi các sinh vật hữu cơ dưỡng, trong khi các sinh vật vô cơ dưỡng lại sử dụng cơ chất vô cơ còn các sinh vật quang dưỡng thì thu nhận ánh sáng mặt trời làm năng lượng hóa học. Tuy nhiên, tất cả các dạng trao đổi chất khác nhau phụ thuộc vào các phản ứng oxy hóa khử liên quan đến việc chuyển các electron từ các chất cho điện tử như phân tử hữu cơ, nước, amonia, hydrogen sulfide hoặc các ion chứa sắt sang các chất nhận điện tử như oxy, nitrat hoặc sulfat. Ở động vật, những phản ứng này liên quan đến các phân tử hữu cơ phức tạp được bẻ gãy thành các phân tử đơn giản hơn, như carbon dioxide và nước. Trong các sinh vật quang hợp, chẳng hạn như thực vật và vi khuẩn lam, các phản ứng chuyển điện tử này không giải phóng năng lượng nhưng được sử dụng như một cách để dự trữ năng lượng hấp thụ từ ánh sáng mặt trời.
| Nguồn năng lượng  | Ánh sáng        | quang- |         |     | -dưỡng |
| Nguồn năng lượng  | Phân tử hóa học | hóa-   |         |     | -dưỡng |
| Chất cho electron | Hợp chất hữu cơ |        | hữu cơ- |     | -dưỡng |
| Chất cho electron | Hợp chất vô cơ  | vô cơ- |         |     | -dưỡng |
| Nguồn carbon      | Hợp chất hữu cơ |        |         | dị- | -dưỡng |
| Nguồn carbon      | Hợp chất vô cơ  | tự-    |         |     | -dưỡng |

Các phản ứng dị hóa phổ biến nhất ở động vật có thể được chia thành ba giai đoạn chính. Trong giai đoạn đầu tiên, các đại phân tử hữu cơ, chẳng hạn như protein, polysaccharide hoặc lipid, bị tiêu hóa thành các phần nhỏ hơn ở bên ngoài tế bào. Tiếp theo, các phân tử nhỏ này được các tế bào hấp thu và chuyển thành các phân tử nhỏ hơn nữa, thường là acetyl coenzyme A (acetyl-CoA), kèm theo giải phóng một số năng lượng. Cuối cùng, nhóm acetyl trên CoA bị oxy hóa thành nước và carbon dioxide trong chu trình axit citric và chuỗi vận chuyển electron, giải phóng năng lượng được lưu trữ bằng cách khử coenzyme nicotinamide adenine dinucleotide (NAD+) thành NADH.

### Tiêu hóa
Tế bào không thể hấp thụ được ngay các đại phân tử như tinh bột, cellulose hoặc protein, những phân tử rất lớn này phải chia thành các phần nhỏ hơn trước khi chúng có thể được sử dụng trong quá trình chuyển hóa tế bào. Một số loại enzyme phổ biến sẽ giúp tiêu hóa các polymer này. Các enzyme tiêu hóa này bao gồm protease giúp tiêu hóa protein thành các amino acid, hay như các glycoside hydrolase sẽ tiêu hóa polysaccharide thành các loại đường đơn hay còn gọi là monosaccharide.
Vi khuẩn thì đơn giản là tiết các enzyme tiêu hóa vào môi trường xung quanh, còn động vật chỉ tiết ra các enzyme này từ các tế bào được chuyên hóa trong đường ống tiêu hóa, có thể kể đến như dạ dày, tuyến tụy, và tuyến nước bọt. Các amino acid hoặc đường được tạo ra nhờ các enzyme ngoại bào này sau đó được đưa vào các tế bào bằng các protein vận chuyển tích cực.

### Năng lượng từ các hợp chất hữu cơ

Sơ đồ đơn giản cho quá trình phân giải các phân tử: protein, carbohydrate, chất béo

Dị hóa carbohydrate là phân giải các phân tử carbohydrate thành các đơn vị nhỏ hơn. Carbohydrate thường đi vào tế bào sau khi chúng được tiêu hóa thành các monosaccharide. Khi đã ở bên trong tế bào, con đường chính của phân giải là đường phân ("tách đường"). Các loại đường như glucose và fructose sau khi tham gia đường phân sẽ được tách thành pyruvate và tạo ra một số ATP. Pyruvate là chất trung gian cho một số con đường chuyển hóa khác nhau, nhưng phần lớn chúng sẽ được chuyển thành acetyl-CoA thông qua quá trình đường phân hiếu khí (có oxy) và đi vào chu trình axit citric. Mặc dù một số ATP được tạo ra trong chu trình axit citric, sản phẩm quan trọng nhất của chu trình này là NADH, được tạo thành từ NAD+ với điện tử từ acetyl-CoA. Quá trình oxy hóa này giải phóng carbon dioxide là sản phẩm thải. Trong điều kiện yếm khí, đường phân lại tạo ra lactate, nhờ enzyme lactate dehydrogenase tái oxy hóa NADH thành NAD+ để tiếp tục sử dụng trong lần đường phân tiếp theo. Ngoài đường phân, glucose có thể được phân giải theo con đường khác là con đường pentose phosphate, khử coenzyme NADPH và tạo ra các loại đường pentose như ribose, thành phần đường có thể cấu tạo nên axit nucleic.
Chất béo được dị hóa qua phản ứng thủy phân thành axit béo tự do và glycerol. Glycerol sẽ đi vào đường phân và các axit béo được phân nhỏ bởi quá trình beta oxy hóa để giải phóng acetyl-CoA, rồi chất này lại đi vào chu trình axit citric. Axit béo sẽ tạo ra nhiều năng lượng hơn so với carbohydrate vì carbohydrate chứa nhiều oxy hơn trong cấu trúc của chúng. Steroid cũng bị phá vỡ bởi một số vi khuẩn bằng quá trình tương tự như quá trình beta oxy hóa, và quá trình phân giải này liên quan đến việc giải phóng một lượng đáng kể acetyl-CoA, propionyl-CoA và pyruvate, tất cả đều có thể được sử dụng bởi tế bào để tạo ra năng lượng. Loài M. tuberculosis ("vi khuẩn lao") cũng có thể sinh trưởng chỉ với lipid cholesterol là nguồn carbon duy nhất; các gen liên quan đến con đường sử dụng cholesterol được xác định là tối quan trọng trong các giai đoạn lây nhiễm của vi khuẩn này.
amino acid được sử dụng để tổng hợp protein và các phân tử sinh học khác, hoặc cũng có thể bị oxy hóa thành urê và carbon dioxide để sinh năng lượng. Quá trình oxy hóa bắt đầu với việc loại bỏ các nhóm amin bởi một enzyme transaminase. Nhóm amin sẽ được đưa vào chu trình urê, để lại một bộ khung cacbon dưới dạng axit keto. Một số axit keto là chất trung gian trong chu trình axit citric, ví dụ như bước khử amin glutamate để tạo α-ketoglutarate. Các amino acid tạo đường cũng có thể được chuyển đổi thành glucose thông qua con đường tân tạo đường (gluconeogenesis) (thảo luận dưới đây).

## Biến đổi năng lượng

### Phosphoryl hóa oxy hóa
Trong quá trình phosphoryl hóa oxy hóa, các electron bị tách khỏi các phân tử hữu cơ trong các quá trình như chu trình axit citric sẽ được chuyển tới oxy và giải phóng năng lượng. Năng lượng này sẽ được sử dụng để tổng hợp ATP. Ở sinh vật nhân chuẩn, phosphoryl hóa oxy hóa được thực hiện bởi một loạt các protein trên màng ti thể gọi là chuỗi vận chuyển điện tử. Ở sinh vật nhân sơ, các protein tham gia lại được tìm thấy ở màng trong của tế bào. Các protein này sử dụng năng lượng giải phóng từ việc truyền electron từ các phân tử bị khử như NADH đến oxy để bơm proton qua màng.

Cơ chế của ATP synthase. ATP được thể hiện bằng màu đỏ, ADP và phosphat là màu hồng và tiểu đơn vị xoay là màu đen.

Việc bơm proton ra khỏi chất nền ti thể tạo ra chênh lệch nồng độ proton trên màng tế bào và hình thành một gradient điện hóa. Theo đúng nguyên lý khuếch tán, proton sẽ vào lại vào chất nền ty thể (do nồng độ proton ở xoang gian màng cao hơn trong chất nền) và đi qua một enzyme gọi là ATP synthase. Dòng proton sẽ khiến một tiểu đơn vị của enzyme này quay, làm thay đổi hình dạng vị trí hoạt động của miền synthase và phosphoryl hóa adenosine diphosphate (ADP) để tạo thành ATP.

### Năng lượng từ các hợp chất vô cơ
Hóa vô cơ dưỡng là một hình thức chuyển hóa được tìm thấy ở các sinh vật nhân sơ. Khác với quá trình trên, năng lượng thu được từ quá trình oxy hóa là từ các hợp chất vô cơ. Những sinh vật này có thể sử dụng hydro, các hợp chất bị khử của lưu huỳnh (như sulfide, hydrogen sulfide và thiosulfat), sắt (II) oxit hoặc amonia làm nguồn năng lượng khử và chúng sẽ oxy hóa các hợp chất này với các chất nhận electron như oxy hoặc nitrit để tạo năng lượng. Các quá trình vi sinh này rất quan trọng trong các chu trình sinh địa hóa toàn cầu như quá trình tạo acetic, nitrat hóa và khử nitơ cũng như rất quan trọng đối với độ màu mỡ của đất.

### Năng lượng từ ánh sáng mặt trời
Năng lượng trong ánh sáng mặt trời bị "bẫy" hay bắt giữ bởi thực vật, vi khuẩn lam, vi khuẩn tía, vi khuẩn lưu huỳnh màu lục và một số sinh vật nguyên sinh. Quá trình này thường được kết hợp với việc chuyển đổi cacbon dioxide thành các hợp chất hữu cơ, như là một phần của quá trình quang hợp (sẽ được thảo luận dưới đây). Tuy nhiên, hệ thống "bẫy" năng lượng và hệ thống cố định cacbon có thể hoạt động độc lập trong các sinh vật nhân sơ, chẳng hạn như ở vi khuẩn tía và vi khuẩn lưu huỳnh màu lục có thể sử dụng ánh sáng mặt trời làm nguồn năng lượng, trong khi chuyển đổi giữa cố định cacbon và lên men các hợp chất hữu cơ.
Trong nhiều sinh vật, việc "bẫy" năng lượng mặt trời có nguyên tắc khá giống với quá trình phosphoryl hóa oxy hóa, vì đều liên quan đến việc lưu trữ năng lượng dưới dạng gradient điện hóa của proton. Lực đẩy proton này sau đó sẽ thúc đẩy tổng hợp ATP. Các electron cần thiết để vận hành chuỗi vận chuyển electron này đến từ các protein-thu-nhận-ánh-sáng được gọi là các trung tâm phản ứng quang hợp hoặc các rhodopsin. Các trung tâm phản ứng được chia thành hai loại tùy thuộc vào loại sắc tố quang hợp hiện diện; mà ở hầu hết các vi khuẩn quang hợp thì chỉ có một loại, trong khi thực vật và vi khuẩn lam có đến hai loại.
Ở thực vật, tảo và vi khuẩn lam, hệ thống quang hợp hay quang hệ II sử dụng năng lượng ánh sáng để loại bỏ các electron khỏi nước, giải phóng và thải ra oxy. Các electron sau đó sẽ đi vào phức hợp cytochrome b6f, sử dụng năng lượng của chúng để bơm các proton xuyên qua màng thylakoid trong lục lạp. Những proton này sẽ vào trở lại qua màng tế bào và đi qua ATP synthase, giống như đã nói ở trên. Các electron sau đó sẽ tới quang hệ I và tiếp đó có thể được sử dụng để khử coenzyme NADP+ thành NADPH để sử dụng trong chu kỳ Calvin (sẽ thảo luận dưới đây) hoặc được quay vòng để sinh ra thêm ATP.

## Đồng hóa
Đồng hóa là tập hợp các quá trình chuyển hóa nhằm "xây dựng", tổng hợp các phân tử phức tạp với năng lượng được lấy từ các phản ứng dị hóa. Nhìn chung, các phân tử phức tạp tạo thành cấu trúc tế bào được xây dựng dần dần từ các tiền chất nhỏ và đơn giản hơn. Quá trình đồng hóa liên quan đến ba giai đoạn cơ bản. Bước đầu tiên, tổng hợp các tiền chất như amino acid, monosaccharide, isoprenoid và nucleotide, bước thứ hai, hoạt hóa chúng trở thành dạng phản ứng với năng lượng từ ATP, và bước thứ ba, lắp ráp các tiền chất này và tạo nên các phân tử phức tạp như protein, polysaccharides, lipid và axit nucleic.
Các sinh vật khác nhau thì có những cách khác nhau để tổng hợp các chất trong tế bào của mình. Các sinh vật tự dưỡng như thực vật có thể xây dựng các phân tử hữu cơ phức tạp trong các tế bào như polysaccharide và protein từ các phân tử chỉ đơn giản như carbon dioxide và nước. Các sinh vật dị dưỡng, mặt khác, để sản xuất các phân tử lớn như vậy lại đòi hỏi một đầu vào phức tạp hơn, chẳng hạn như monosaccharide và amino acid. Các sinh vật có thể được phân loại hơn nữa dựa trên năng lượng tối ưu cho chúng: sinh vật quang tự dưỡng và quang dị dưỡng thu năng lượng từ ánh sáng mặt trời, trong khi sinh vật hóa tự dưỡng và hóa dị dưỡng lại có được năng lượng từ các phản ứng oxy hóa vô cơ.

### Cố định cacbon

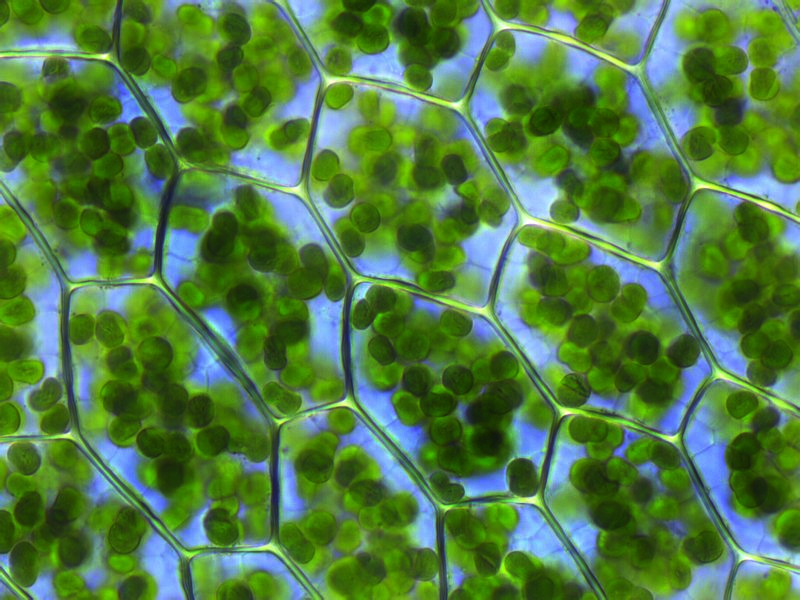
Các tế bào thực vật (được giới hạn bởi các vách trên hình) chứa đầy lục lạp (xanh lục), là nơi quang hợp

Quang hợp là quá trình tổng hợp cacbohydrat nhờ ánh sáng mặt trời và carbon dioxide (CO2). Ở thực vật, vi khuẩn lam và tảo, trong quang hợp thải oxy, nước được "tách" ra (gọi là quá trình quang phân li) và oxy tạo ra như một sản phẩm thải. Quá trình này sử dụng ATP và NADPH được tạo ra bởi các trung tâm quang hóa, và như đã mô tả ở trên, để chuyển đổi CO2 thành glycerate 3-phosphate, sau đó chất này có thể biến đổi thành glucose. Phản ứng cố định cacbon này được thực hiện bởi enzyme RuBisCO và là một phần của chu trình Calvin - Benson. Có thể tạm nói có ba loại quang hợp xảy ra ở thực vật, cố định carbon C3, cố định carbon C4 và quang hợp CAM. Chúng khác nhau theo lộ trình mà CO2 đi vào chu trình Calvin: các cây C3 thì cố định CO2 trực tiếp, trong khi quang hợp C4 và CAM gắn CO2 vào các hợp chất khác trước, đây là một đặc điểm thích nghi để chống chịu với ánh sáng mặt trời gay gắt và điều kiện khô hạn.
Trong các sinh vật nhân sơ có quang hợp, các cơ chế cho quá trình cố định cacbon là đa dạng hơn. Ở những sinh vật này, cacbon dioxide có thể được cố định bởi chu trình Calvin - Benson, chu trình axit citric đảo ngược, hoặc carboxyl hóa acetyl-CoA. Các sinh vật nhân sơ hóa tự dưỡng cũng cố định CO2 thông qua chu trình Calvin - Benson, nhưng sử dụng năng lượng từ các hợp chất vô cơ để thúc đẩy phản ứng.

### Cacbohydrat và glycan
Trong quá trình chuyển hóa cacbohydrat, các axit hữu cơ đơn giản có thể được chuyển đổi thành monosaccharide như glucose và sau đó được sử dụng để "lắp ráp" nên các polysaccharide như tinh bột. Quá trình tạo ra glucose từ các hợp chất như pyruvate, lactate, glycerol, glycerate 3-phosphate và amino acid được gọi là tân tạo đường hay gluconeogenesis. Quá trình tân tạo đường biến pyruvate thành glucose-6-phosphate thông qua một loạt các chất trung gian, nhiều chất trong số đó cũng giống với trong đường phân. Tuy nhiên, con đường này không chỉ đơn giản là đảo ngược lại con đường đường phân, vì có một vài bước được xúc tác bởi các enzyme không liên quan gì đến đường phân cả. Điều này là quan trọng vì nó cho phép quá trình hình thành và phân hủy glucose được quy định và điều hòa riêng biệt, và ngăn cản cả hai con đường chạy đồng thời và trở thành một chu trình vô ích (giống như một chiếc xe mà không kiểm soát được "tiến lên" hay "lùi xuống").
Mặc dù chất béo là một cách phổ biến để dự trữ năng lượng, nhưng ở các động vật có xương sống thì không thể chuyển hóa lượng chất béo dự trữ này thành glucose thông qua tân tạo đường vì các sinh vật này không thể chuyển đổi acetyl-CoA thành pyruvate; thực vật thì có thể, nhưng động vật thì không, chúng thiếu bộ máy enzym cần thiết. Kết quả là, nếu nhịn đói một thời gian dài, động vật có xương sống cần tạo ra các thể xeton từ các axit béo để thay thế glucose vì một số mô như não không thể chuyển hóa các axit béo. Ở các dạng sinh vật khác như thực vật và vi khuẩn, vấn đề chuyển hóa này được giải quyết bằng chu trình glyoxylate, đi qua bước decarboxyl hóa trong chu trình axit citric và cho phép biến đổi acetyl-CoA thành oxaloacetate, chất này có thể được sử dụng để sản xuất glucose.
Polysaccharide và glycan được tổng hợp bằng cách bổ sung tuần tự monosaccharide nhờ enzyme glycosyltransferase. Enzyme này sẽ chuyển đường từ một chất cho đường-phosphate phản ứng như uridine diphosphate glucose (UDP-glucose) đến một nhóm nhận hydroxyl trên chuỗi polysaccharide đang được tổng hợp. Vì bất kỳ nhóm hydroxyl nào trên vòng của cơ chất cũng có thể là nhóm nhận này, các polysaccharide được tạo ra có thể có với cấu trúc thẳng hoặc phân nhánh. Polysaccharide được tạo ra có thể có các chức năng cấu trúc hoặc trao đổi chất, hoặc được gắn vào các lipid và protein bằng các enzyme gọi là oligosaccharyltransferases.

### Axit béo, isoprenoid và steroid

Phiên bản đơn giản hóa của quá trình tổng hợp steroid với các trung gian isopentenyl pyrophosphate (IPP), dimethylallyl pyrophosphate (DMAPP), geranyl pyrophosphate (GPP) và squalene được biểu diễn. Một số trung gian được bỏ qua để bớt rối

Axit béo được tạo ra bởi các enzyme tổng hợp axit béo bằng cách trùng hợp và sau đó là khử đi các đơn vị acetyl-CoA. Các chuỗi acyl trong các axit béo được mở rộng bằng một chu trình phản ứng thêm nhóm acyl, đầu tiên là khử để tạo ra rượu, khử nước để tạo thành nhóm alkene và sau đó lại khử tiếp để tạo thành nhóm alkane. Các enzyme sinh tổng hợp axit béo được chia thành hai nhóm: nếu ở động vật và nấm, tất cả các phản ứng tổng hợp axit béo này được thực hiện bởi một loại protein loại I đa năng, thì ở thực vật và vi khuẩn lại có các enzyme loại II riêng biệt để thực hiện từng bước trên con đường.
Terpene và isoprenoid là một nhóm lớn các chất béo bao gồm các carotenoid và tạo thành lớp lớn nhất trong các sản phẩm tự nhiên đến từ thực vật. Các hợp chất này được tạo ra bằng cách lắp ráp và cải biến các đơn vị isoprene được cho từ tiền chất phản ứng isopentenyl pyrophosphate và dimethylallyl pyrophosphate. Những tiền chất này có thể được tổng hợp theo nhiều cách khác nhau. Ở động vật và cá hồi, con đường mevalonate tạo ra các hợp chất này từ acetyl-CoA, trong khi ở thực vật và vi khuẩn, con đường không mevalonate sử dụng pyruvate và glyceraldehyde 3-phosphate làm cơ chất. Một phản ứng quan trọng sử dụng các isoprene được hoạt hóa này là phản ứng sinh tổng hợp steroid. Ở đây, các đơn vị isoprene được kết hợp với nhau để tạo thành squalene và sau đó được gấp lại và tạo thành một tập hợp các vòng để tạo ra lanosterol. Lanosterol sau đó có thể được chuyển đổi thành các steroid khác như cholesterol và ergosterol.

### Protein
Các sinh vật khác nhau có những điểm khác nhau về khả năng tổng hợp 20 amino acid thông thường. Hầu hết vi khuẩn và thực vật có thể tổng hợp tất cả hai mươi loại này, nhưng động vật có vú chỉ có thể tổng hợp mười một amino acid không thiết yếu, vì vậy mà chín amino acid thiết yếu còn lại phải được lấy từ thực phẩm. Một số loài ký sinh đơn giản, chẳng hạn như vi khuẩn Mycoplasma pneumoniae, không có quá trình tổng hợp amino acid và sẽ lấy amino acid trực tiếp từ vật chủ của chúng. Tất cả các amino acid được tổng hợp từ các chất trung gian trong quá trình đường phân, chu trình axit citric hoặc con đường pentose phosphat. Nitơ được cung cấp bởi glutamate và glutamine. Tổng hợp amino acid phụ thuộc vào sự hình thành của axit alpha-keto thích hợp, sau đó được chuyển thành dạng amino acid.
amino acid được tạo thành protein bằng cách lắp ráp với nhau để tạo thành một chuỗi liên kết peptit. Các protein khác nhau do có các trình tự khác nhau của chuỗi bên amino acid: đây chính là cấu trúc bậc một của protein. Cũng giống như các chữ cái của bảng chữ cái có thể được kết hợp để tạo thành một loạt các từ vô tận, các amino acid có thể được liên kết thành các trình tự khác nhau để tạo thành một lượng rất lớn các protein. Protein được tạo ra từ các amino acid, những amino acid này đã được hoạt hóa bằng cách gắn vào một phân tử tRNA qua một liên kết este. Tiền chất aminoacyl-tRNA này được tạo ra trong một phản ứng cần năng lượng ATP và được thực hiện nhờ một aminoacyl tRNA synthetase. Sau đó, aminoacyl-tRNA này là cơ chất cho ribosome, sẽ giúp tích hợp amino acid vào chuỗi protein đang kéo dài, dựa vào RNA thông tin đang được dịch mã.

### Tổng hợp và "cứu vãn" nucleotide
Nucleotide được tạo thành từ các amino acid, carbon dioxide và axit formic trong các con đường đòi hỏi phải có một lượng lớn năng lượng chuyển hóa. Do đó, hầu hết các sinh vật đều có hệ thống hiệu quả để "cứu vãn" các nucleotide đã được hình thành trước đó. Purine được tổng hợp dưới dạng các nucleoside (các base gắn liền với ribose). Cả adenine và guanine đều được tạo ra từ tiền chất nucleoside inosine monophosphate, được tổng hợp bằng cách sử dụng các nguyên tử từ các amino acid glycine, glutamine và axit aspartic, cũng như formate được chuyển từ coenzyme tetrahydrofolate. Pyrimidine, mặt khác, được tổng hợp từ các thể orotate, được tạo thành từ glutamine và aspartate.

## Chất lạ sinh học và chuyển hóa oxy hóa-khử
Tất cả các sinh vật thường xuyên tiếp xúc với các hợp chất mà chúng không thể sử dụng làm chất dinh dưỡng cũng như không có chức năng trao đổi chất và do đó, sẽ thật là có hại nếu các chất này được tích tụ trong các tế bào. Những hợp chất có khả năng gây hại này được gọi là chất lạ sinh học (xenobiotic). Một số ví dụ chẳng hạn như thuốc tổng hợp, chất độc tự nhiên và thuốc kháng sinh, các chất này được giải độc bởi một tập hợp các enzyme chuyên biệt. Ở người, các enzyme này bao gồm các loại cytochrome P450 oxidase, UDP-glucuronosyltransferase, và glutathione S-transferase. Hệ thống enzyme này hoạt động trong ba pha, đầu tiên là oxy hóa các chất lạ này (pha I), sau đó là liên hợp các nhóm giúp hòa tan trong nước lên phân tử (pha II). Chất lạ đã qua xử lý sau đó có thể được bơm ra khỏi tế bào, các sinh vật đa bào có thể chuyển hóa thêm sản phẩm này trước khi được bài tiết ra ngoài (pha III). Trong sinh thái học, các phản ứng này đặc biệt quan trọng trong việc phân hủy sinh học các chất gây ô nhiễm và xử lý sinh học đất bị ô nhiễm cũng như sự cố tràn dầu. Nhiều phản ứng ở vi sinh vật giống với phản ứng ở các sinh vật đa bào, nhưng với sự đa dạng đáng kinh ngạc của thế giới vi sinh, các vi sinh vật có thể xử lý nhiều chất lạ sinh học hơn so với các sinh vật đa bào. Nhờ thế mà vi sinh vật có thể sử dụng để phân hủy các chất ô nhiễm hữu cơ bền vững như các hợp chất clo hữu cơ.
Một vấn đề liên quan đối với sinh vật hiếu khí là stress oxy hóa. Trong trường hợp này, các quá trình như phosphoryl hóa oxy hóa hay hình thành liên kết disulfide trong quá trình cuộn gấp protein tạo ra các gốc oxy phản ứng như hydrogen peroxide. Các nhóm oxy hóa gây hại này được loại bỏ bởi các chất chống oxy hóa như glutathione và các loại enzyme như catalase và peroxidase.

## Nhiệt động lực học của sinh vật
Các sinh vật vẫn phải tuân theo các định luật về nhiệt động lực học, liên quan đến quá trình truyền nhiệt và sinh công. Định luật thứ hai của nhiệt động lực học phát biểu rằng: trong bất kỳ hệ thống kín nào, lượng entropy (đơn vị đo "hỗn loạn") không thể giảm. Thoạt nhìn, mức độ tổ chức tuyệt vời của sinh vật sống dường như mâu thuẫn với định luật này (vì không "hỗn loạn" lắm), điều này vẫn là có thể vì tất cả các sinh vật là các hệ thống mở, có các quá trình trao đổi vật chất và năng lượng với môi trường xung quanh. Do đó, các hệ thống sống không ở trạng thái cân bằng, nhưng thay vào đó là các hệ thống tiêu tán duy trì mức độ phức tạp cao của sinh vật bằng cách làm tăng entropy lớn hơn trong môi trường của chúng. Quá trình trao đổi chất của tế bào đạt được điều này bằng cách kết nối các quá trình dị hóa xảy ra tự phát với các quá trình đồng hóa không tự phát. Trong các thuật ngữ nhiệt động lực học, quá trình trao đổi chất hay chuyển hóa duy trì "trật tự" bằng cách tạo ra "hỗn loạn". Có thể nói, sinh vật là các đảo entropy thấp ("trật tự") giữa môi trường có entropy luôn tăng lên ("hỗn loạn").

## Điều hòa và kiểm soát
Vì môi trường của hầu hết các sinh vật liên tục thay đổi, các phản ứng trao đổi chất phải được điều chỉnh hiệu quả để duy trì một tập hợp các điều kiện liên tục trong các tế bào, trạng thái này gọi là cân bằng nội môi. Điều hòa chuyển hóa cũng cho phép các sinh vật phản ứng với các tín hiệu và tương tác tích cực với môi trường sống của chúng. Có hai khái niệm rất quan trọng để hiểu về cách thức các con đường trao đổi chất được kiểm soát, và hai khái niệm này liên kết chặt chẽ với nhau. Thứ nhất, điều hòa hoạt động enzyme trong một con đường chuyển hóa là làm tăng hoặc giảm hoạt tính của chúng để đáp ứng với tín hiệu. Thứ hai, sự kiểm soát được thực hiện bởi enzyme này là hiệu quả mà những thay đổi trong hoạt tính của nó có tác động lên tốc độ tổng thể của con đường (thông lượng qua con đường). Ví dụ, một enzyme có thể có những thay đổi lớn trong hoạt tính (tức là nó được điều hòa ở mức cao) nhưng nếu những thay đổi này ít ảnh hưởng đến thông lượng của một con đường chuyển hóa, thì enzyme này không liên quan nhiều đến việc kiểm soát con đường này.

Ảnh hưởng của insulin lên sự hấp thụ và chuyển hóa glucose. Insulin liên kết với thụ thể của chúng (1), điều này mở đầu nhiều đợt hoạt hóa protein (2). Một số phản ứng bao gồm: chuyển vị Glut-4 vận chuyển đến màng sinh chất và kênh glucose (3), tổng hợp glycogen (4),đường phân (5) và tổng hợp axit béo (6).

Có nhiều mức độ điều hòa trao đổi chất. Trong điều hòa nội tại hay bên trong, các con đường trao đổi chất tự điều chỉnh để đáp ứng với những thay đổi về mức độ cơ chất hoặc sản phẩm; ví dụ, nếu số lượng sản phẩm giảm thì có thể tăng thông lượng qua con đường để bù đắp. Kiểu điều hòa này thường liên quan đến điều hòa dị lập thể trong hoạt tính của nhiều enzyme có trong các con đường chuyển hóa này. Điều hòa bên ngoài lại liên quan đến việc tế bào ở một sinh vật đa bào thay đổi mức độ trao đổi chất của nó để đáp ứng với tín hiệu đến từ các tế bào khác. Những tín hiệu này thường ở dạng các chất truyền tin hòa tan như hormone hoặc các yếu tố tăng trưởng và được nhận diện bởi các thụ thể đặc hiệu trên bề mặt tế bào. Những tín hiệu này sau đó được truyền trong tế bào bởi các hệ thống chất truyền tin thứ hai và thường liên quan đến quá trình phosphoryl hóa protein.
Một ví dụ được hiểu rất rõ về kiểm soát bên ngoài là điều hòa chuyển hóa glucose thông qua hormone insulin. Insulin được sản xuất để đáp ứng với việc gia tăng nồng độ glucose trong máu (hay tăng đường huyết). Các hormone này sẽ gắn với các thụ thể insulin trên màng tế bào và từ đó kích hoạt một loạt các protein kinase làm cho các tế bào hấp thu glucose đồng thời chuyển hóa đường này thành các phân tử dự trữ như axit béo và glycogen. Quá trình chuyển hóa glycogen được kiểm soát bởi hoạt động của hai enzyme là phosphorylase, một loại enzyme phân giải glycogen, và glycogen synthase, một loại enzyme giúp tạo ra glycogen. Hai enzyme này được điều chỉnh theo kiểu nghịch đảo: nếu như phosphoryl hóa làm ức chế glycogen synthase, thì lại hoạt hóa phosphorylase. Insulin gây tổng hợp glycogen bằng cách kích hoạt phosphatase protein và làm giảm quá trình phosphoryl hóa các enzyme này.

## Tiến hóa

Cây tiến hóa cho thấy tổ tiên chung của các sinh vật từ cả ba lãnh giới của sự sống. Vi khuẩn có màu lam, sinh vật nhân chuẩn màu đỏ và màu lục dành cho vi sinh vật cổ. Vị trí tương đối của một số ngành bao gồm được thể hiện xung quanh cây.

Một số con đường chuyển hóa trung tâm mà ta vừa nhắc đến ở trên, chẳng hạn như đường phân và chu trình axit citric, là có mặt ở cả ba lãnh giới của các sinh vật sống và hiện diện trong tổ tiên chung phổ biến cuối cùng. Tế bào tổ tiên này là sinh vật nhân sơ và có thể là một sinh vật sinh mêtan với một lượng lớn các con đường chuyển hóa amino acid, nucleotide, carbohydrate và lipid. Một số con đường cổ xưa vẫn được duy trì đến tận bây giờ. Quá trình tiến hóa có thể đã chọn lọc những con đường này vì tính tối ưu của chúng trong giải quyết các vấn đề chuyển hóa cụ thể, chẳng hạn như với đường phân và chu trình axit citric: hai quá trình này tạo ra các sản phẩm cuối cùng với hiệu quả cao mà số "bước" (số phản ứng) là tối thiểu Con đường chuyển hóa đầu tiên dựa trên enzyme có thể là một phần trong quá trình trao đổi chất nucleotide purine, còn các con đường chuyển hóa trước đó là một phần của thế giới RNA cổ đại.
Nhiều mô hình đã được đề xuất để mô tả các cơ chế mà theo đó các con đường trao đổi chất mới được phát triển. Trong số này có thể kể đến như: bổ sung thêm các enzyme mới vào một con đường tổ tiên ngắn, lặp lại và phân kỳ cho toàn bộ con đường, hoặc là tuyển thêm các enzyme đã tồn tại và cải biến chúng thành một con đường phản ứng mới. Tầm quan trọng tương đối của các cơ chế này là không rõ ràng, nhưng các nghiên cứu gen đã chỉ ra rằng các enzyme trong một con đường có thể có một tổ tiên chung, cho thấy rằng nhiều con đường đã phát triển dần dần với các chức năng mới được hình thành từ các bước đã tồn tại trong con đường trước đó. Một mô hình thay thế xuất phát từ các nghiên cứu theo dõi sự tiến hóa của cấu trúc protein trong các mạng lưới chuyển hóa, mô hình này đã gợi ý rằng: các enzyme được tuyển vào là rất phổ biến, hay tức là "mượn" các enzyme để thực hiện các chức năng tương tự trong các con đường trao đổi chất khác nhau (chứng cứ trong cơ sở dữ liệu MANET)  dẫn đến tiến hóa khảm nhờ enzyme. Khả năng thứ ba là một số phần của quá trình trao đổi chất có thể tồn tại dưới dạng "module" có thể được tái sử dụng trong các con đường khác nhau và thực hiện các chức năng tương tự trên các phân tử khác nhau.
Cũng như tiến hóa của giúp hình thành các con đường trao đổi chất mới, tiến hóa cũng có thể làm mất một số chức năng trao đổi chất. Ví dụ, ở một số ký sinh trùng, các quá trình chuyển hóa không cần thiết cho việc tồn tại bị mất và các amino acid, nucleotide và carbohydrate hoàn chỉnh có thể được lấy khi "thu dọn" từ vật chủ. Khả năng chuyển hóa tối thiểu tương tự cũng được tìm thấy trong các sinh vật nội cộng sinh.

## Nghiên cứu và ứng dụng

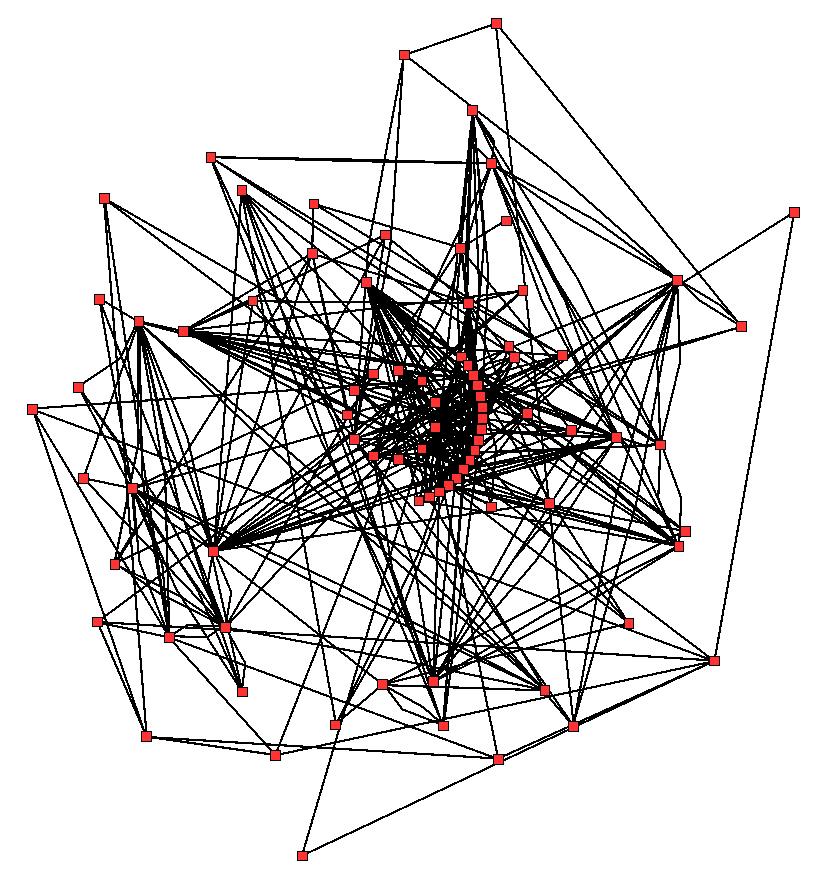
Mạng lưới trao đổi chất của chu trình axit citric của Arabidopsis thaliana. Enzyme và chất chuyển hóa được hiển thị dưới dạng hình vuông màu đỏ và tương tác giữa chúng là đường màu đen.

Theo phương pháp cổ điển trước đây, quá trình trao đổi chất được nghiên cứu theo phương pháp quy giản, tức là tập trung vào chỉ một con đường chuyển hóa duy nhất. Đặc biệt có giá trị là phương pháp sử dụng các mẫu dò phóng xạ trên toàn bộ cơ thể, mô và tế bào, nhằm xác định con đường đi từ tiền chất đến sản phẩm cuối cùng bằng cách xác định các sản phẩm trung gian và sản phẩm cuối cùng mang dấu phóng xạ. Các enzyme xúc tác các phản ứng hóa học này sau đó có thể được phân lập, động học của các phân tử này cũng như đáp ứng của chúng với các chất ức chế đã được nghiên cứu. Cách tiếp cận song song là xác định các phân tử nhỏ trong tế bào hoặc mô; bộ hoàn chỉnh các phân tử này được thì gọi là tập chuyển hóa. Nhìn chung, các nghiên cứu này đưa ra một cái nhìn tốt về cấu trúc và chức năng của các con đường trao đổi chất đơn giản, nhưng không đủ khi áp dụng cho các hệ thống phức tạp hơn như sự trao đổi chất của cả một tế bào hoàn chỉnh.
Để có ý tưởng về sự phức tạp của các mạng chuyển hóa trong các tế bào với hàng ngàn enzyme khác nhau, ta có thể nhìn vào hình thể hiện tương tác chỉ có 43 protein và 40 chất chuyển hóa ở bên phải, trong khi hệ gen cung cấp một danh sách chứa tới 45.000 gen. Tuy vậy, ở thời điểm hiện tại, ta chỉ có thể sử dụng dữ liệu di truyền này để tái tạo lại các mạng hoàn chỉnh các phản ứng sinh hóa và tạo ra các mô hình toán học tổng thể hơn là có thể giải thích và dự đoán hành vi của các tương tác này. Các mô hình này đặc biệt mạnh mẽ khi được tích hợp thêm các dữ liệu về con đường và chất chuyển hóa thu được thông qua các phương pháp cổ điển kèm với dữ liệu về biểu hiện gen từ các nghiên cứu về vi dãy DNA và protein học. Sử dụng những kỹ thuật này, một mô hình trao đổi chất ở người đã được tạo ra, mô hình này sẽ chỉ hướng cho việc việc khám phá thuốc và nghiên cứu sinh hóa trong tương lai. Các mô hình này hiện đang được sử dụng trong phân tích mạng lưới chuyển hóa, nhằm phân loại các bệnh ở người thành các nhóm có chung protein hoặc chất chuyển hóa.
Các mạng trao đổi chất vi khuẩn là một ví dụ nổi bật về tổ chức "hình nơ", một hệ thống có khả năng thu nhập vào một lượng các chất dinh dưỡng và sản xuất rất nhiều sản phẩm và các đại phân tử phức tạp, nhưng sử dụng rất ít chất trung gian. Do đầu vào và đầu ra với rất nhiều chất nhưng số lượng chất trung gian ít nên nếu biểu diễn trực quan, hệ thống này như bị thắt ở giữa (giống chiếc nơ).
Một ứng dụng công nghệ chính của thông tin này là kỹ thuật trao đổi chất. Ở đây, các sinh vật như nấm men, thực vật hoặc vi khuẩn được biến đổi gen và trở thành những công cụ cực kỳ hữu ích trong công nghệ sinh học. Chúng có thể hỗ trợ sản xuất các loại thuốc như kháng sinh hoặc hóa chất công nghiệp như 1,3-propanediol và axit shikimic. Những thay đổi di truyền này thường nhằm mục đích giảm lượng năng lượng được sử dụng để sản xuất sản phẩm, tăng sản lượng và giảm thiểu chất thải.

## Lịch sử
Thuật ngữ metabolism (chuyển hóa) có nguồn gốc từ tiếng Hy Lạp Μεταβολισμός – "Metabolismos" với nghĩa "thay đổi", hoặc "lật đổ".

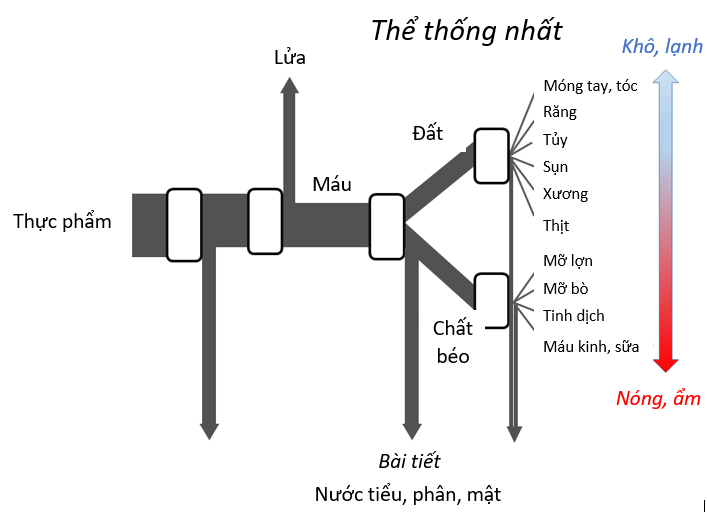
Mô hình trao đổi chất của Aristole với dạng dòng chảy mở

Trong cuốn Các phần của động vật, Aristotle đã viết đẩy đủ chi tiết từ quan điểm của ông về quá trình trao đổi chất dưới dạng một mô hình dòng chảy mở. Ông tin rằng ở mỗi giai đoạn của quá trình biến đổi, nguyên liệu từ thực phẩm đã được biến đổi, nhiệt được giải phóng thì tượng trưng cho nguyên tố lửa trong cổ điển, còn các phần thừa được bài tiết dưới dạng nước tiểu, mật hoặc phân.

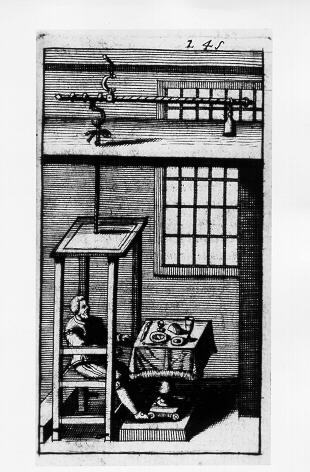
Santorio với chiếc cân cơ thể của mình, một bước đi tiên phong trong nghiên cứu trao đổi chất ở người.

Ibn al-Nafis mô tả về trao đổi chất trong tác phẩm năm 1260 của ông với tên là Al-Risalah al-Kamiliyyah fil Siera al-Nabawiyyah ("Lập luận của Kamil cho tiểu sử của vị Tiên tri"), trong đó có những chữ sau đây "Cả cơ thể và các bộ phận của cơ thể đều ở trong trạng thái phá hủy và xây dựng liên tục, nên sự thay đổi tất yếu là vĩnh viễn" Lịch sử nghiên cứu khoa học về quá trình trao đổi chất đã kéo dài vài thế kỷ. Mục tiêu nghiên cứu cũng đã chuyển từ xem xét toàn bộ cơ thể động vật trong các nghiên cứu ban đầu, đến chỉ xét những phản ứng trao đổi chất riêng biệt trong nghiên cứu hóa sinh hiện đại. Các thí nghiệm được kiểm soát đầu tiên về quá trình chuyển hóa của con người được xuất bản bởi Santorio Santorio vào năm 1614 trong cuốn sách Ars de statica medicina. Santorio đã mô tả cách ông tự cân khối lượng chính mình trước và sau khi ăn, ngủ, làm việc, quan hệ tình dục, ăn chay, uống rượu và bài tiết. Nhà y học này đã phát hiện ra rằng hầu hết thức ăn mà ông ăn vào bị mất thông qua cái mà ông gọi là "mồ hôi không thể nhận biết".
Trong những nghiên cứu khởi đầu này, các cơ chế của các quá trình trao đổi chất này chưa được xác định và tồn tại học thuyết duy sinh cho rằng: tồn tại "lực sống" giúp điều khiển các mô sống. Vào thế kỷ 19, khi nghiên cứu quá trình lên men đường thành rượu, Louis Pasteur kết luận rằng quá trình lên men được xúc tác bởi các chất trong tế bào nấm men mà ông gọi là "yếu tố lên men". Ông viết rằng "lên men rượu là một quá trình liên quan với sự sống và tổ chức của các tế bào nấm men, chứ không phải là với cái chết hoặc sự hư hỏng của tế bào."  Phát hiện này, cùng với ấn phẩm của Friedrich Wöhler vào năm 1828 cho một bài báo về việc tổng hợp hóa học thành công urê, đáng chú ý vì đây là hợp chất hữu cơ đầu tiên được tạo ra từ các tiền chất hoàn toàn vô cơ. Điều này chứng minh rằng các hợp chất hữu cơ và các phản ứng hóa học được tìm thấy trong các tế bào sống không khác biệt về mặt nguyên tắc so với bất kỳ khía cạnh nào khác của hóa học.
Việc khám phá ra các enzyme vào đầu thế kỷ 20 bởi Eduard Buchner đã tách việc nghiên cứu phản ứng hóa học của trao đổi chất ra khỏi việc nghiên cứu sinh học tế bào, và đánh dấu sự khởi đầu của bộ môn sinh hóa. Khối lượng kiến thức sinh hóa đã phát triển nhanh chóng trong suốt đầu thế kỷ 20. Một trong những nhà sinh hóa hiện đại có cống hiến nhất là Hans Krebs, ông đã đóng góp rất lớn cho nghiên cứu về chuyển hóa. Ông phát hiện ra chu trình urê và sau đó, khi làm việc với Hans Kornberg, ông tìm ra chu trình axit citric và chu trình glyoxylate. Nghiên cứu sinh hóa hiện đại đã được hỗ trợ rất nhiều bởi sự phát triển của các kỹ thuật mới như sắc ký, nhiễu xạ tia X, quang phổ NMR, đánh dấu phóng xạ, kính hiển vi điện tử và mô phỏng động lực phân tử. Những kỹ thuật này đã cho phép phát hiện và phân tích chi tiết về nhiều phân tử và con đường chuyển hóa trong tế bào.